# Acmaeodera scalaris
Acmaeodera scalaris – gatunek chrząszcza z rodziny bogatkowatych i podrodziny Polycestinae.
Gatunek ten został opisany w 1837 przez Carla Gustafa Mannerheima. Jako miejsce typowe wskazał on Mineral del Zimapan.
Ciało długości od 5 do 10 mm, czarne z żółtymi kropkami lub przepaskami biegnącymi przy brzegu przedplecza oraz żółtym wzorem na pokrywach. Wierzch ciała pokryty szczecinami. Przedplecze nieszersze niż nasada pokryw. Przednia krawędź przedpiersia cofnięta od przednio-bocznych kątów przedplecza. Pierwsze żeberko krawędziowe pokryw nie jest wyniesione ponad pozostałe, a drugie nie sięga poza pierwsze. Punktowanie pokryw małe i płytkie.
Larwy żyją w drewnie. Dorosłe spotyka się często na kwiatach opuncji, a do ich roślin pokarmowych należą bobowate, astrowate i ślazowate.
Chrząszcz rozprzestrzeniony od Arizony, Nowego Meksyku i Teksasu przez Meksyk po Amerykę Centralną.